# Skoki do wody na Letniej Uniwersjadzie 2009
Skoki do wody na Letniej Uniwersjadzie 2009, odbyły się w Serbskim Instytucie Narodowym w Belgradzie, w dniach 4–10 sierpnia. Tabelę medalową zdominowali Chińczycy, którzy zdobyli 7 złotych medali oraz 5 srebrnych.

## Medaliści

### Mężczyźni
| Konkurencja                             |                                   |                                           |                                                    |
| --------------------------------------- | --------------------------------- | ----------------------------------------- | -------------------------------------------------- |
| Skocznia 1 m                            | Jewgienij Nowosełow               | Wu Minghong                               | Jurij Szliakow                                     |
| Skocznia 3 m                            | Pan Zhaowei                       | Yahel Castillo                            | Illja Kwasza                                       |
| Platforma 10 m                          | Konstyantyn Miljajew              | Rommel Pacheco                            | Wang Zihao                                         |
| Skoki synchronizacyjne ze skoczni 3 m   | Chiny · Wu Minghong · Zhang Sen   | Ukraina · Oleksij Prygorow · Illja Kwasza | Stany Zjednoczone · Daniel Mazzaferro · Kelly Marx |
| Skoki synchronizacyjne z platformy 10 m | Chiny · Wang Zihao · Li Mengqiang | Rosja · Anton Melnikow · Sergiej Nazin    | Stany Zjednoczone · Sean Moore · David Colturi     |
| Drużynowo                               | Chiny                             | Rosja                                     | Stany Zjednoczone                                  |

### Kobiety
| Konkurencja                             |                                         |                                         |                                                       |
| --------------------------------------- | --------------------------------------- | --------------------------------------- | ----------------------------------------------------- |
| Skocznia 1 m                            | Dong Jun                                | Yao Xinyi                               | Ashley Karnes                                         |
| Skocznia 3 m                            | Dong Jun                                | Laura Sánchez                           | Paola Espinosa                                        |
| Platforma 10 m                          | Paola Espinosa                          | Chen Ni                                 | Julia Prokopczuk                                      |
| Skoki synchronizacyjne ze skoczni 3 m   | Meksyk · Paola Espinosa · Laura Sánchez | Chiny Lao Lishi · Chen Ni               | Stany Zjednoczone Abigail Johnston · Brittney Feldman |
| Skoki synchronizacyjne z platformy 10 m | Chiny Lao Lishi · & Chen Ni             | Meksyk Paola Espinosa · & Laura Sánchez | Korea Północna Choe Kum-hui · Kim Un-hyang            |
| Drużynowo                               | Meksyk                                  | Chiny                                   | Stany Zjednoczone                                     |

## Tabela medalowa zawodów
| Poz.    | Państwo           |    |    |    |    |
| ------- | ----------------- | -- | -- | -- | -- |
| 1       | Chiny             | 7  | 5  | 1  | 13 |
| 2       | Meksyk            | 3  | 4  | 1  | 8  |
| 3       | Ukraina           | 1  | 1  | 3  | 5  |
| 4       | Rosja             | 1  | 2  | 0  | 3  |
| 5       | Stany Zjednoczone | 0  | 0  | 6  | 6  |
| 6       | Korea Północna    | 0  | 0  | 1  | 1  |
| Łącznie | Łącznie           | 12 | 12 | 12 | 36 |